# Ellen Lupton

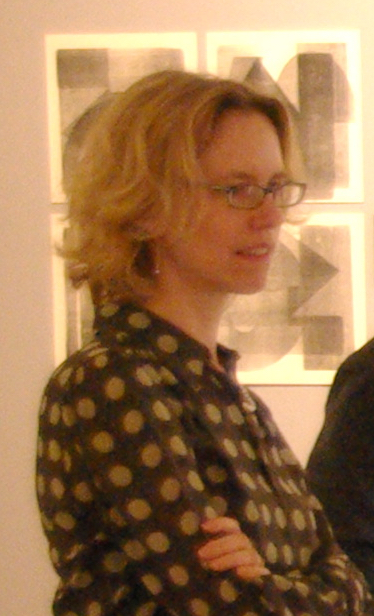
Ellen Lupton (2009)

Ellen Lupton (* 1963 in Philadelphia) ist eine US-amerikanische Grafikdesignerin, Kuratorin, Dozentin und Autorin.

## Leben und Werk
Sie studierte an der Cooper Union in New York City und schloss 1985 mit dem Bachelor of Fine Arts ab. Ihre Promotion in Kommunikationsdesign machte sie 2008 an der University of Baltimore.
Am Maryland Institute College of Art lehrte sie und stellte im Jahr 2003 das Graduiertenprogramm auf.
Sie kuriert Ausstellungen und verfasst dazu designtheoretische Monografien, beispielsweise über Elaine Lustig (1995) und Herbert Bayer (2020). Im Ausstellungskatalog „Mechanical Brides. Women and Machines, from Home to Office“ behandelte sie das Design von Objekten wie Waschmaschinen, Bügeleisen, Telefonen oder Schreibmaschinen und weiteren Geräten, die bis in die 1990er Jahre für Frauen bedeutungsvoll waren. Besonders bekannt ist ein Interview mit Laurie Haycock Makela unter dem Titel „Neo-Ego. The Underground Matriarchy in Graphic Design“ (in Eye, 1994).
Ellen Lupton ist Senior Curator am Cooper Hewitt, Smithsonian Design Museum.
Im Jahr 2007 erhielt sie die Goldmedaille des American Institute of Graphic Art (AIGA) für ihr Lebenswerk. 2019 wurde sie in die American Academy of Arts and Sciences gewählt.

## Werke
- Mechanical Brides. Women and Machines, from Home to Office. Princeton Architectural Press and Cooper Hewitt, Smithsonian Design Museum, 1993/94. academia.edu
- Design Writing Research. Phaidon Press, ISBN 978-0714838519
- Thinking with Type. A Critical Guide for Designers, Writers, Editors, & Students. Princeton Architectural Press, 2004, ISBN 978-1568984483
  - deutsch: Mit Schrift denken: Ein kritischer Ratgeber für Grafiker, Autoren, Lektoren und Studenten. Princeton Architectural Press, 2004, ISBN 978-1568986937
- D.I.Y. Design It Yourself. Princeton Architectural Press, 2006, ISBN 978-1568985527
- mit Julia Lupton: D.I.Y. Kids, Princeton Architectural Press, 2007
- Skin. Surface, Substance, Design. Princeton Architectural Press, 2002, ISBN 978-1568987118
- mit Farah Kafei, Jennifer Tobias, Josh Halstead, Kaleena Sales, Valentina Vergara, Leslie Xia: Etra Bold. A Feminist, Inclusive, Antiracist, Nonbinary Field Guide for Grafic Designers. Princeton Architectural Press, 2021